# 大雅 (大字)
大雅，原稱為垻雅，是臺灣臺中市大雅區的一個傳統地域名稱，也是全區行政中心所在地，位於該區中部。相較於今日行政區，其範圍大致包括文雅里、大雅里、上雅里。

## 歷史
台灣清治末期至日治初期，大雅地區為一街庄，稱為「垻雅街」，隸屬於捒東下堡。該街北與下員林庄為鄰，東與上楓樹腳庄為鄰，東南及南與四塊厝庄為鄰，西南邊為下橫山庄，西邊為上橫山庄。
1901年（日治明治三十四年）11月，全台廢縣廳改設二十廳，該街隸屬於臺中廳。1903年（明治三十六年）6月，該街編入「埧雅區」，仍隸屬於臺中廳。1909年（明治四十二年）10月，合併二十廳為十二廳，埧雅區隸屬不變。1920年（大正九年），全台地方制度大改正，廢十二廳改設五州二廳，該街改制並改名為「大雅」大字，隸屬於臺中州豐原郡大雅庄。
戰後大雅庄改制為大雅鄉，隸屬於臺中縣，大字亦改制為村。1950年10月，中、彰、投分治，大雅鄉仍隸屬臺中縣。2010年12月，臺中縣市合併為直轄臺中市，大雅鄉改制為大雅區，村亦改制為里。

## 聚落
本地區發展較早的聚落為垻雅，在日治期初期的官方地圖上已有記載。此外，本地區尚有堤雅、富貴新村等聚落。

## 交通
省道台1乙線（中清路三段）是大雅區至大肚區王田的幹道，其北側端點位於大雅地區中部偏西北的省道台10線路口。由此向南南東可前往西屯東北端、北屯西部、台中市區西部、烏日並止於國道1號王田交流道南側的省道台1線路口。
省道台10線（中清路四段、民生路一段）是臺中港至豐原的幹道，大致以西北—東南走向轉西南—東北走向經過大雅地區北部。由該道路向西北可前往沙鹿、清水並止於省道台17線路口，向東北可前往神岡東南部、豐原並止於省道台13線路口。
市道125號（永和路）是大雅區至鳥日區成功的道路，其北側端點位於本地區中部的省道台1乙線路口。由此向西南可前往西屯、南屯、烏日並止於省道台1乙線另一路口。
區道中79線（神林路）是舊莊至大雅的道路，其南側端點位於本地區東北端邊界處的省道台10線路口。由此向北北東轉北北東經下員林可前往上員林、神岡、圳堵、大突寮、楊厝寮地區東部的舊庄聚落南側並止於區道中73線路口。
區道中86線（雅潭路四段）是大雅至新田的道路，其西側端點位於本地區中部偏東南的省道台1乙線路口。由此向東北東轉東南東出境後，可前往四塊厝、大田心、馬岡厝、西員寶、東員寶、潭子與甘蔗崙交界地帶、潭子、茄荎角、聚興西北部並止於區道中89線路口。

## 學校
- 大雅國中
- 大雅國小（西北部）
- 文雅國小